# Boletín de la Sociedad Venezolana de Ciencias Naturales
Boletín de la Sociedad Venezolana de Ciencias Naturales (abreviado Bol. Soc. Venez. Ci. Nat.) una revista ilustrada con descripciones botánicas que es editada por la Sociedad Venezolana de Ciencias Naturales y que se publica desde el año 1931.